# مستشفى كلية بكين الاتحادية الطبية
مستشفى كلية بكين الاتحادية الطبية أو مستشفى كلية الطب الاتحادية في بكين (بالصينية: 北京协和医院) (بالإنجليزية: Peking Union Medical College Hospital)‏؛ مستشفى صيني عام مشهور منطقة دونغتشنغ في بكين، تأسس في عام 1906 من قبل مجموعة من المجالس والجمعيات الأمريكية والبريطانية، ثم أعيد تأسيسه من قبل مؤسسة روكفلر في عام 1921، وهو تابع لكل من كلية بكين الاتحادية الطبية و«الأكاديمية الصينية للعلوم الطبية». جرى خلال الثورة الثقافية تغيير اسمه إلى «مستشفى مناهضة الإمبريالية» (بالصينية: 北京反帝醫院) (بالإنجليزية: Anti-imperialist Hospital)‏، ثم عدّل الاسم في عام 1986 إلى «جامعة العاصمة للعلوم الطبية»، ثم أعيد إلى اسمه الأول في عام 1985. يضم المشفى 1800 سرير.